# Günsterode
Günsterode ist ein Stadtteil von Melsungen südlich von Kassel im nordhessischen Schwalm-Eder-Kreis.

## Geographie
Günsterode liegt etwa 9,5 km (Luftlinie) nordöstlich des Zentrums der Melsunger Kernstadt im Melsunger Bergland. Es befindet sich unterhalb von Himmelsberg (563,7 m ü. NN) im Nordosten und Pentersrück (562,2 m) im Osten, den höchsten Erhebungen der bewaldeten Günsteröder Höhe. Das Dorf wird vom Kehrenbach-Zufluss Ohebach durchflossen. Durch die Ortschaft führt die Landesstraße 3147 (Hessisch Lichtenau–Günsterode–Kirchhof–Melsungen).

## Geschichte
Der Ort wurde 1328 erstmals urkundlich unter dem Namen Gunsrade erwähnt. In späteren Dokumenten erscheint der Ortsname wie folgt (in Klammern das Jahr der Erwähnung): Gunsrode (1328), Gunsterode (1490) und Günsrode (1540).
Bereits 1350 fand der Wehr- bzw. Kirchturm eine Erwähnung. 1527 wurde der Ort zu einer selbstständigen Pfarrei erhoben. Während des Dreißigjährigen Krieges wurde der Ort 1637 verwüstet. Die Pfarrei verlor 1672 ihre Selbstständigkeit und wurde der Pfarrei Quentel zugeordnet.
Im 19. Jahrhundert lebten in Günsterode Köhler, die in den umliegenden Wäldern Holzkohle brannten. Der Ort wuchs dadurch schnell auf über 500 Einwohner an. 1852 gab es zehn hauptberufliche Köhler. Nachdem 1870 der Gebrauchswald aufgelöst worden war, ging die Köhlerei stark zurück. In den folgenden Jahren kam es zu einer Verarmung der Bevölkerung. Viele Einwohner wanderten ins Ruhrgebiet aus und verdingten sich dort als Bergleute. Die alte Einwohnerzahl von über 500 erreichte der Ort bis zu Beginn des 21. Jahrhunderts nicht wieder.
1876 wurde in der Ortsmitte die Dorfschule errichtet, aber bereits 1901 wurde ein neues Schulgebäude nötig, das am Ortsrand an der Straße nach Hessisch Lichtenau entstand. Die Dorfschule wurde 1970 aufgelöst. Seitdem gehen die schulpflichtigen Kinder in Melsungen zur Schule.
Bei einem Brand im Wohnhaus des damaligen Bürgermeisters wurden 1910 alte Ortschroniken und Unterlagen vernichtet. 1924 wurde Günsterode elektrifiziert. 1928 folgte der Bau einer Wasserversorgungsanlage, die in den 1970er Jahren erneuert wurde.
Die bis dahin selbständige Gemeinde Günsterode wurde im Zuge der Gebietsreform in Hessen zum 1. Februar 1971 auf freiwilliger Basis in die Stadt Melsungen eingemeindet. Für Günsterode, wie für übrigen bei der Gebietsreform eingegliederten Gemeinden, wurde ein Ortsbezirk mit Ortsbeirat und Ortsvorsteher nach der Hessischen Gemeindeordnung gebildet.

## Bevölkerung
Einwohnerstruktur 2011
Nach den Erhebungen des Zensus 2011 lebten am Stichtag, dem 9. Mai 2011, in Günsterode 315 Einwohner. Darunter waren 3 (0,9 %) Ausländer.
Nach dem Lebensalter waren 42 Einwohner unter 18 Jahren, 123 zwischen 18 und 49, 93 zwischen 50 und 64 und 84 Einwohner waren älter. Die Einwohner lebten in 135 Haushalten. Davon waren 39 Singlehaushalte, 39 Paare ohne Kinder und 48 Paare mit Kindern, sowie 9 Alleinerziehende und 3 Wohngemeinschaften. In 30 Haushalten lebten ausschließlich Senioren und in 87 Haushaltungen lebten keine Senioren.
Einwohnerentwicklung
 Quelle: Ortswebsite Günsterode
- 1585: 023 Haushaltungen[1]
- 1694: 124 Einwohner, 29 Familien
- 1747: 032 Haushaltungen[1]
- 1821: 056 Häuser
- 1858: 079 Häuser, 103 Familien
- 1925: 076 Häuser
- 1939: 116 Haushaltungen
- 1950: 082 Häuser

| Günsterode: Einwohnerzahlen von 1834 bis 2020 | Günsterode: Einwohnerzahlen von 1834 bis 2020 | Günsterode: Einwohnerzahlen von 1834 bis 2020 | Günsterode: Einwohnerzahlen von 1834 bis 2020 | Günsterode: Einwohnerzahlen von 1834 bis 2020 |
| --- | --------------------------------------------- | --------------------------------------------- | --------------------------------------------- | --------------------------------------------- |
| Jahr |                                               |                                               |                                               | Einwohner                                     |
| 1834 | 1834                                          |                                               | 461                                           | 461                                           |
| 1840 | 1840                                          |                                               | 485                                           | 485                                           |
| 1846 | 1846                                          |                                               | 485                                           | 485                                           |
| 1852 | 1852                                          |                                               | 524                                           | 524                                           |
| 1858 | 1858                                          |                                               | 482                                           | 482                                           |
| 1864 | 1864                                          |                                               | 441                                           | 441                                           |
| 1871 | 1871                                          |                                               | 422                                           | 422                                           |
| 1875 | 1875                                          |                                               | 433                                           | 433                                           |
| 1885 | 1885                                          |                                               | 391                                           | 391                                           |
| 1895 | 1895                                          |                                               | 341                                           | 341                                           |
| 1905 | 1905                                          |                                               | 335                                           | 335                                           |
| 1910 | 1910                                          |                                               | 347                                           | 347                                           |
| 1925 | 1925                                          |                                               | 402                                           | 402                                           |
| 1939 | 1939                                          |                                               | 410                                           | 410                                           |
| 1946 | 1946                                          |                                               | 495                                           | 495                                           |
| 1950 | 1950                                          |                                               | 475                                           | 475                                           |
| 1956 | 1956                                          |                                               | 423                                           | 423                                           |
| 1961 | 1961                                          |                                               | 397                                           | 397                                           |
| 1967 | 1967                                          |                                               | 425                                           | 425                                           |
| 1970 | 1970                                          |                                               | 423                                           | 423                                           |
| 1977 | 1977                                          |                                               | 414                                           | 414                                           |
| 1980 | 1980                                          |                                               | ?                                             | ?                                             |
| 1993 | 1993                                          |                                               | 395                                           | 395                                           |
| 2009 | 2009                                          |                                               | 350                                           | 350                                           |
| 2011 | 2011                                          |                                               | 315                                           | 315                                           |
| 2016 | 2016                                          |                                               | 359                                           | 359                                           |
| 2020 | 2020                                          |                                               | 327                                           | 327                                           |
| Datenquelle: Historisches Gemeindeverzeichnis für Hessen: Die Bevölkerung der Gemeinden 1834 bis 1967. Wiesbaden: Hessisches Statistisches Landesamt, 1968. Weitere Quellen: LAGIS; Chronik Günsterode; Zensus 2011 |                                               |                                               |                                               |                                               |

Historische Religionszugehörigkeit
| • 1885: | 391 evangelische (= 100,00 %) Einwohner                          |
| • 1961: | 384 evangelische (= 96,73 %), 6 katholische (= 1,51 %) Einwohner |

## Politik
Für Günsterode besteht ein Ortsbezirk (Gebiete der ehemaligen Gemeinde Günsterode) mit Ortsbeirat und Ortsvorsteher nach der Hessischen Gemeindeordnung.
Der Ortsbeirat besteht aus fünf Mitgliedern. Bei den Kommunalwahlen in Hessen 2021 betrug die Wahlbeteiligung zum Ortsbeirat 80,38 %. Es erhielten die SPD mit 63,96 % der Stimmen drei Sitze und die Liste „Wir für Günsterode“ mit 36,32 % zwei Sitze. Der Ortsbeirat wählte Stefan Heinemann (SPD) zum Ortsvorsteher.

## Kultur und Sehenswürdigkeiten

### Dorfkirche
Die evangelische Kirche, gelegen auf einer Anhöhe im Dorf, geht auf ein vor der Reformation entstandenes Gebäude zurück, wie der spätgotische Turm zeigt. Dieser Vorgängerbau hatte 1517 Andreas zum Patron und ist 1527 als Filial von Spangenberg erwähnt. Der Turm steht heute im Westen und trägt Glockenstube mit Mansarddach und Haubenlaterne, beide vermutlich von 1741. Im Osten schließt sich ein 1788 errichtetes Langhaus mit Fachwerk auf Steinsockel an. Die Kanzel aus der Zeit um 1700 wurde aus dem Vorgängerbau übernommen, die Orgel stammt von 1842.

### Regelmäßige Veranstaltungen
Seit 1895 wird das Osterfeuer mit Osterräderlauf veranstaltet. Dabei rollen mit Stroh gestopfte Stahlräder brennend den Berg hinunter. Den Brauch hatten zurückkehrende Bergleute aus Westfalen mitgebracht. Das Osterfeuer lockt alljährlich am Ostersonntag mehrere Hundert Zuschauer nach Günsterode.

### Sport

#### TSV 1980 Günsterode
Tischtennis 
In der Saison 2016/2017 spielt die erste Herren-Mannschaft in der Hessen-Nord Bezirksklasse, die 2. Herren-Mannschaft in der 1. Kreisklasse Nord im Schwalm-Eder-Kreis und die 3. Herren in der 3. Kreisklasse Nord im Schwalm-Eder-Kreis. Außerdem gibt es eine Damen-Mannschaft, die in der Kreisliga Schwalm-Eder-Kreis spielt.
 Damen Gymnastik 
Des Weiteren zum Verein gehört auch die Gymnastik-Sparte, die sich zweimal pro Woche zu ihren Übungsstunden treffen.

#### Fußballverein
Die Fußballer des Volkschor 1923 bilden eine Spielgemeinschaft mit dem Nachbarverein aus Kehrenbach und spielen unter dem Namen FTSV Kehrenbach/Günsterode.

### Kulturvereine
- Volkschor 1923 Günsterode
- Der Gesangsverein ist ein Gemischter Chor, der aus Damen und Herren besteht.
- MGV Deutsche Eiche Günsterode ist ein Männergesangsverein aus Günsterode wurde 1903 in Günsterode gegründet.
- Die Dorfgemeinschaft Günsterode wurde 2003 anlässlich der 675-Jahr-Feier von Günsterode gegründet.
- Verein zur Pflege und Erhaltung des Brauchtums in Günsterode e. V.:

Der Brauchtumsverein aus Günsterode ist verantwortlich für das jährlich stattfindende Osterfeuer mit Feuerräderlauf in Günsterode. Außerdem veranstaltet der Verein noch andere Veranstaltungen im Ort, um das Brauchtum aus Günsterode weiter am Leben zu erhalten, wie das Aufbauen und Durchführen eines Kohlenmeilers.

### Freiwillige Feuerwehr Günsterode
Wie fast alle Dörfer, hat auch Günsterode eine eigene Freiwillige Feuerwehr.

### Jagdgenossenschaft Günsterode
Zu der Jagdgenossenschaft Günsterode gehört eine Waldfläche von ca. 350 ha.

### SPD-Ortsverein Günsterode
Der SPD-Ortsverein hat insgesamt 24 Mitglieder, davon 3 Mitglieder im Ortsbeirat und einen Stadtverordneten in Melsungen.